# Gonio
A Fortaleza de Gonio (em georgiano:   გონიოს ციხე) é uma fortificação romana em Ajária, na Geórgia, no Mar Negro, 15 quilômetros a sul de Batumi e 4 a norte da fronteira com a Turquia, na foz do rio Çoruh.
A mais antiga referência a esta fortaleza se encontra nas obras de Plínio, o Velho, em sua História Natural, escrita no século I. Há também uma referência ao antigo nome desta cidade nas Guerras Mitridáticas, de Apiano, do século II.  No século II, era uma cidade romana fortificada na Cólquida. A cidade também é conhecida por seu teatro e hipódromo. Mais tarde, ficou sob influência bizantina, período em que o nome "Gonio" é finalmente atestado por Miguel Panareto, historiador do Império Trebizonda, no século XIV. Em 1547, a cidade foi finalmente tomada pelo Império Otomano, até em 1878 a região de Ajária se tornar parte do Império Russo após o Tratado de Santo Estêvão.
Acredita-se que o apóstolo São Matias esteja sepultado em Gonio, mas é impossível ter certeza, dada a proibição de escavar perto do local. Outras escavações, no entanto, são feitas no sítio arqueológico, focando em sua herança romana. Gonio é um grande ponto turístico, com muitos vindo do resto da Geórgia para visitar suas limpas praias.